# Full Circle (альбом Drowning Pool)
Full Circle (рус. Замкнутый круг) — третий студийный альбом американской рок-группы Drowning Pool, вышедший 7 августа 2007 года на лейбле Eleven Seven Music. В отличие от предыдущих двух альбомов, Full Circle не содержит элементов ню-метала — он совмещает в себе альтернативный метал и постгранж.

## Об альбоме
Full Circle их первый релиз с бывшим вокалистом группы SOiL Райаном МакКомбсом, присоединившимся к группе после ухода Джейсона Джонса в 2005 году. По своему звучанию диск менее тяжёлый, чем предыдущие, и более похож по жанру на пост-грандж. Первый сингл альбома, «Soldiers», посвящён всем солдатам из армии США.
Альбом дебютировал под номером 64 в чарте Billboard 200, в первую неделю было продано около 10 000 копий. К сентябрю 2007 года было продано 29 000 копий в США.

## Список композиций
| №   | Название                                         | Длительность |
| --- | ------------------------------------------------ | ------------ |
| 1.  | «Full Circle» (Замкнутый круг)                   | 3:18         |
| 2.  | «Enemy» (Противник)                              | 3:26         |
| 3.  | «Shame» (Позор)                                  | 3:10         |
| 4.  | «Reborn» (Возрождение)                           | 4:09         |
| 5.  | «Reason I'm Alive» (Причина, по которой я жив)   | 3:50         |
| 6.  | «Soldiers» (Солдаты)                             | 3:31         |
| 7.  | «Paralyzed» (Парализованный)                     | 3:42         |
| 8.  | «Upside Down» (Перевёрнутый)                     | 4:18         |
| 9.  | «37 Stitches» (37 швов)                          | 3:50         |
| 10. | «No More» (Хватит)                               | 4:35         |
| 11. | «Love X2»                                        | 3:25         |
| 12. | «Duet» (Дуэт)                                    | 3:21         |
| 13. | «Rebel Yell» (Мятежный крик, кавер Билли Айдола) | 4:22         |